# 斜線陣

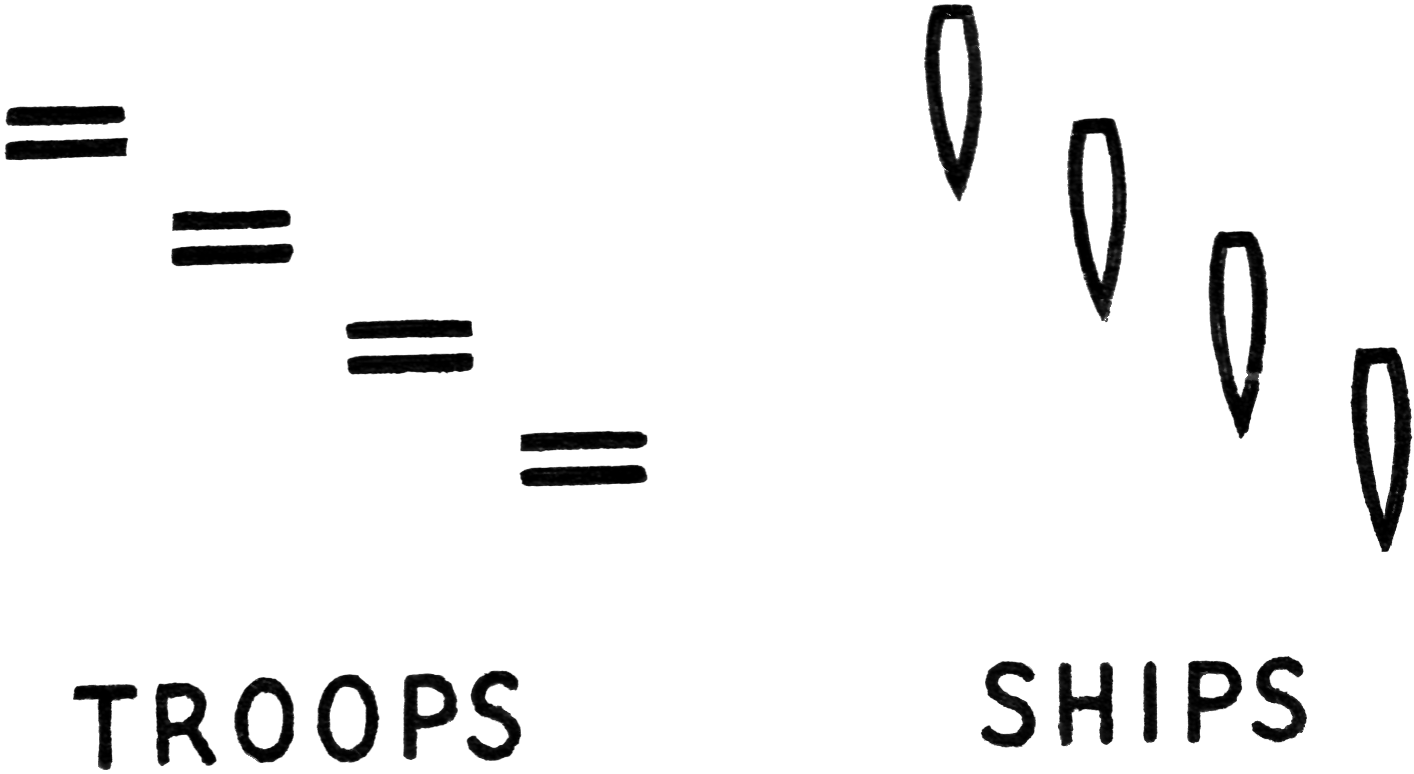
斜陣式

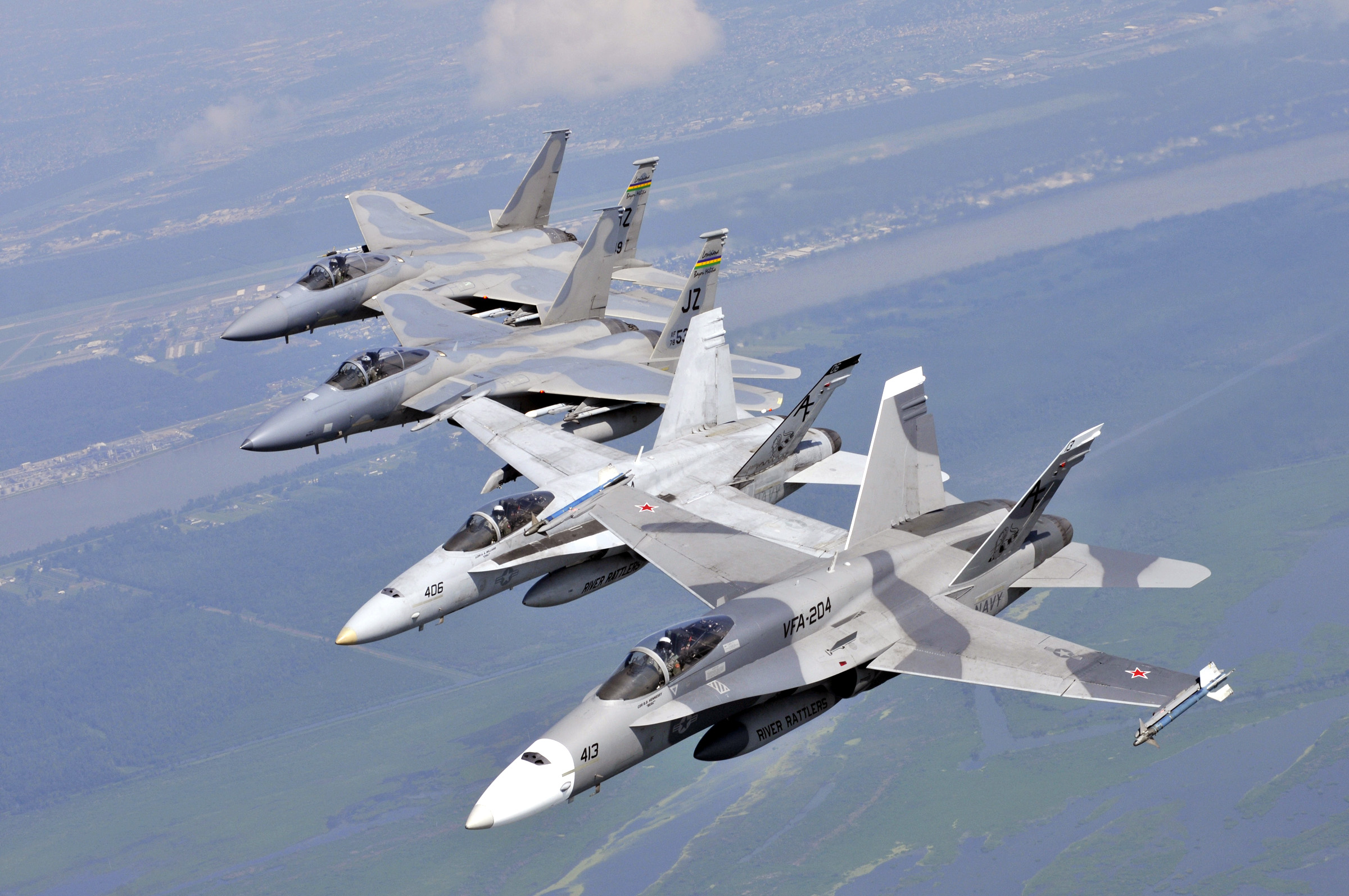
兩架F-A-18與兩架F-15以斜陣式飛行。

斜線陣（Echelon formation），又名梯形陣，軍隊陣式的一種，亦是一種戰術思想。顧名思義，斜線陣式是以軍隊斜線式佇列的陣形作戰，或以左至右傾前（右斜陣式），或以右至左傾前（左斜陣式）。
它最早的運用，是在古希臘底比斯的名將伊巴密濃達的留克特拉戰役。當時針對希臘重步兵方陣一線平推平均分佈兵力的特點，其無法在不將列數減少的情況下排出與斯巴達軍相同長度的陣形，伊巴密濃達放棄嘗試排出與斯巴達相同長度陣形，集中兵力於一翼，改為將左翼的列數增多，由傳統的八至十二列改為五十列，力求獲得突破。但是有強就有弱，如果自己加強的一側獲得勝利，而削弱的一側被對方突破，仍然是沒有意義的。所以為了保護自己受到削弱的一翼，就把它向後回縮並延遲戰鬥，儘量拖延它與敵人接觸的時間，其加強了的左翼則以雙倍速度衝向斯巴達軍，希望加強的一翼能夠求得決定性的突破。就在這一戰，他用這戰陣擊敗了斯巴達精銳部隊。
後來普魯士的腓特烈大帝發現從瑞典國王古斯塔夫開始，歐洲軍隊為了充分發揚火力，採取橫形陣，威力固然大大提高，但是也存在分散使用兵力的弊病。為了發揚火力，橫隊隊形是必須的，於是「重新發明」了伊巴密濃達的斜線陣形，將它運用於現代，並在索爾戰役及羅斯巴赫會戰中取得輝煌成果，令得此陣式名揚天下，各國更紛紛模仿。
斜線陣現今是陸軍的基本陣式之一，尤其用於裝甲部隊，坦克。此陣式亦受戰機及防暴警察所採用。

## 另見條目
- 線式作戰